# Касима (крейсер)
Касима (яп. 鹿島 練習巡洋艦 касима рэнсю:дзюнъё:кан) — японский учебный крейсер, второй из серии лёгких крейсеров «Катори». Служил в императорском флоте Японии во время Второй мировой войны. Назван в честь синтоистского святилища (дзиндзя) в префектуре Ибараки.

## Предыстория
Крейсера типа «Катори» изначально закладывались как учебные суда в 1937—1939 годах в рамках программы строительства вспомогательных судов. С началом войны на Тихом океане они стали использоваться в качестве флагманов различных флотилий (от флотилий субмарин до эскадр сопровождения). По ходу войны корабли обновлялись: на них устанавливались дополнительные зенитные орудия и аппараты для сброса глубинных бомб.

## Служба

### Начало службы
«Касима» строился компанией Mitsubishi на верфи в Йокогаме. 31 мая 1940 года было завершено строительство, и корабль был приписан официально к базе ВМС Куре (Внутреннее Японское море). 28 июля 1940 года «Касима» и крейсер «Катори» того же типа участвовали в последнем предвоенном путешествии: Этадзима — Оминато — Дайрэн — Порт-Артур — Шанхай. После возвращения в Японию «Касима» стал флагманом 18-го крейсерского дивизиона в 4-м флоте. 1 декабря 1941 года «Касима» стал флагманским кораблём в 4-м флоте, ведомым вице-адмиралом Сигэёси Иноуэ. В момент нападения на Перл-Харбор был в штабе флота на островах Трук в лагуне Чуук (Каролинские острова).

### Начало войны на Тихом океане
Во время операции «R» (высадка на Рабаул и Кавиенг), происходившей 23 и 24 января 1942 года, «Касима» вышел из Трука для прикрытия японского морского десанта. 20 февраля он преследовал американский авианосец «Лексингтон» и американскую 11-ю оперативную группу. 4 мая 1942 года в ходе операции «MO» (высадка на Тулаги и в Порт-Морсби) «Касима» пришёл в Рабаул (Новая Британия), чтобы руководить всей операцией, поэтому не участвовал в сражении в Коралловом море. После успешной высадки японцев на побережье Новой Гвинеи ушёл обратно в Трук. В июле 1942 года встал на ремонт: на судно установили в передней части мостика две сдвоенные 25-мм артиллерийские установки (Тип 96). 3 сентября крейсер вернулся в Трук.
8 октября на борту «Касимы» состоялось совещание о строительстве оборонительных сооружений в Тихом океане. На совещании присутствовал начальник штаба Объединённого флота контр-адмирал Матомэ Угаки и представители Департамента военных сооружений Императорской армии Японии. 26 октября командование 4-м флотом принял вице-адмирал барон Томосигэ Самэдзима, которого сместил 1 апреля 1943 года вице-адмирал Масами Кобаяси. В это время «Касима» всё ещё нёс службу в Труке, иногда выходя к Маршалловым островам или в Куре или Йокосуку для дозаправки и техобслуживания.
1 ноября 1943 «Касима» уступил место флагмана лёгкому крейсеру «Нагара» и перешёл в учебный дивизион Куре, выйдя 18 ноября из Трука вместе с плавучей базой субмарин «Тёгэй» и эсминцами «Вакацуки» и «Ямагумо». Во время перехода группа была атакована американской подлодкой «Скалпин», но группа «Касимы» потопила её без потерь со своей стороны. Крейсер прибыл в Куре 25 ноября 1943 года и оставался в сухом доке до 12 января 1944 года. С 23 января по 15 апреля 1944 года «Касима» играл роль учебного судна при Военной академии Императорского флота Японии в Этадзиме и совершил несколько выходов во Внутреннее Японское море.

### Завершение войны
В связи с ухудшением ситуации для японцев на фронте «Касима» стал транспортным судном. С 26 мая по 11 июля 1944 года он совершил четыре перехода из Симоносеки на Окинаву, доставляя японцам подкрепления и припасы. С 11 июля в ходе операции «Ро-Го» транспорт занялся доставкой подкреплений и припасов и на Тайвань, совершая переходы из Кагосимы и Куре в Цзилун. 20 октября судно было обнаружено американской подлодкой «Танг», которая приблизилась на расстояние около 2 км и предприняла попытку атаки, выпустив электрические торпеды Mk 18-1, однако из-за нехватки скорости и большого расстояния до цели японское судно не было поражено.
20 декабря «Касима» встал на техосмотр в Военно-морском арсенале Куре. Были убраны торпедные аппараты, а вместo них установлены две сдвоенных артиллерийских установки 127-мм/40 орудий Тип 89 без щитов, четыре строенные артиллерийские установки 25-мм зенитных орудий Тип 96, РЛС надводного обнаружения Тип 22 с гидрофонами и сонаром, а также два инфракрасных устройства для связи Тип 2. Полностью была переоборудована и укреплена корма с помощью бетонных вставок, в задних отсеках установили четыре бомбомёта и две рамы для скатывания глубинных бомб (100 бомб). Ещё восемь 25-мм орудий Тип 96 были установлены вместе с РЛС воздушного обнаружения Тип 13.
С февраля 1945 года крейсер «Касима» занимался борьбой против подлодок в Южно-Китайском море и у побережья Корейского полуострова. 19 мая 1945 года в Цусимском проливе крейсер протаранил грузовое судно «Дайсин-мару», в результате взорвался бак с топливом в носу крейсера, что привело к пожару. Корабль удалось довести до Чинхэ и поставить на ремонт. Вплоть до конца войны «Касима» занимался патрулированием вод у Корейского полуострова, сопровождая конвои и охотясь на субмарины. Официально «Касима» был исключён из списков Императорского флота Японии 5 октября 1945 года.

## После войны
Главнокомандующий союзными оккупационными войсками после завершения войны постановил использовать крейсер «Касима» в качестве транспорта для перевозки репатриированных. Над главной мачтой была надстроена рубка, орудийные стволы были спилены. С 10 октября по 12 ноября 1946 года уже транспорт «Касима» совершил 12 заходов в Новую Гвинею, на Соломоновы острова, Маршалловы острова, в Сингапур и Французский Индокитай, на Тайвань, в Индонезию, Таиланд и Гонконг — около 5800 военнослужащих Императорской армии и пленников вернулись на борту корабля в Японию. В промежуток 15 ноября 1946 по 15 июня 1947 года «Касиму» исключили из списка действующих судов и разрезали на металл в Нагасаки.